# Fighter Squadron 730
730 Fighter Squadron er en dansk jagereskadrille hjemmehørende på Flyvestation Skrydstrup. Eskadrillen blev oprettet i 1954 på Flyvestation Karup, 1. januar 1954 oprettes Eskadrille 730 på Flyvestation Karup. Udrustet med F-84G Thunderjet som Eskadrille 730 og fik sit nuværende navn 1. januar 2005. Eskadrillens nuværende jagerfly, F-16 Fighting Falcons, blev anskaffet i starten af 1980'erne. I årene efter pensionerede man de aldrende F-100 Super Sabre jagerfly de var indkøbt til at erstatte. I 1950'erne benyttede man F-84 Thunderjet fly inden de blev erstattet af F-100. I 80'erne blev 730 den første danske eskadrille, der blev NATO certificeret som High Readiness Force (HRF). I mange år var 730 den operative jagereskadrille på Skrydstrup, mens Eskadrille 727 var en dedikeret omskolingseskadrille. Da Flyvevåbnet overgik til Expeditionary Air Force konceptet pr. 1/1-2006 (730's 52 års fødselsdag) samlede man piloter fra Eskadrille 726 i Aalborg og Eskadrille 730 hvorved 730 Fighter Squadron blev en realitet.
Eskadrillens kaldesignal er Birdsong, som er en direkte engelsk oversættelse af det lokale bryggeri Fuglsang, der brygges i Haderslev.
Faktabox:
Eskadrille 730
1. januar 1954 Eskadrille 730 oprettes på Flyvestation Karup. Udrustet med F-84G Thunderjet.
6. September 1954 forlagt til Flyvestation Skrydstrup.
16. marts 1959 igen forlagt til Flyvestation Karup.
I løbet af sommeren 1959 blev F84G udskiftet med F-100 Super Sabre.
20. september 1961 igen forlagt til Flyvestation Skrydstrup.
11. august 1981 blev F-100 Super Sabre udskiftet og eskadrillen blev Flyvevåbnets anden F16-eskadrille.
- Fly fløjet:
  - F-84 Thunderjet (1952-1959)
  - F-100 Super Sabre (1961-1982)
  - F-16 Fighting Falcon (1981-nu)